# 东亚唐松草
东亚唐松草（学名：Thalictrum minus var. hypoleucum）为毛茛科唐松草属下的一个变种。